# Polymus nigricornis
Polymus nigricornis là một loài bọ cánh cứng trong họ Endomychidae. Loài này được Mulsant miêu tả khoa học năm 1846.